# IBA Penya-segats costaners entre Porto Mosquito i Baia do Inferno

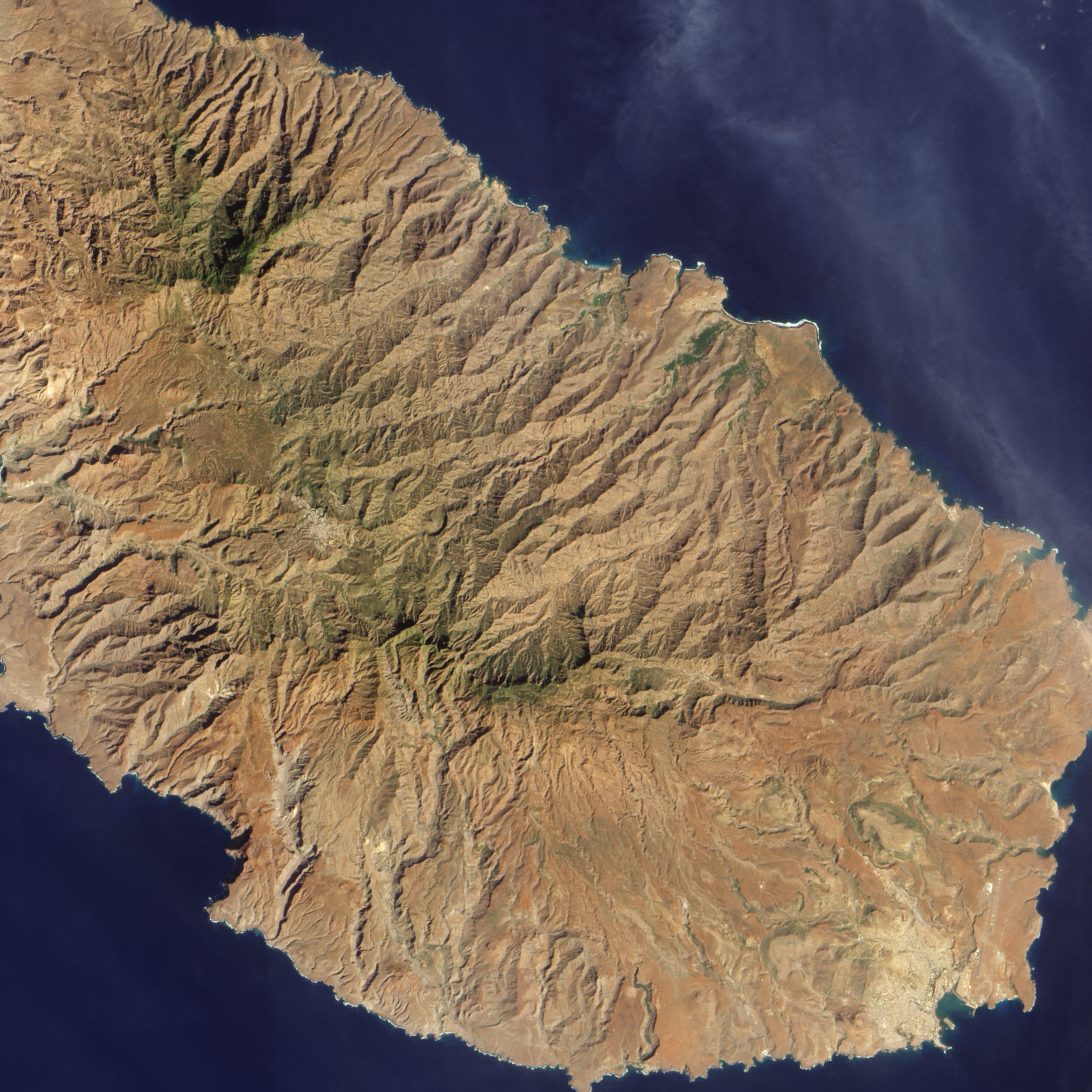
Fotografia de satèl·lit de Santiago; a baix a l'esquerra hi ha la Baia do Inferno, amb l'IBA que s'estén al llarg de la costa a la seva dreta

L'IBA Penya-segats costaners entre Porto Mosquito i Baia do Inferno es troba a l'illa de Santiago a l'arxipèlag de Cap Verd davant de la costa s'Àfrica del nord-oest al Oceà Atlàntic. Com a complement de l'Àrea Important per a les Aus terrestre (IBA) hi ha una IBA marina associada que proporciona un hàbitat d'alimentació per a la reproducció de les seves aus marines.

## Descripció
El lloc té unes 160 hectàrees que comprenen un tram de 8 km de penya-segats al llarg de la costa sud-oest de l'illa, des de Baia do Inferno fins a la vila de Porto Mosquito cap a l'est. Tot i que l'alçada mitjana del penya-segat és de 30 m, a Baia do Inferno arriben a 200 metres i són molt escarpades. El lloc ha estat identificat com IBA per BirdLife International perquè els penya-segats donen suport 25-30 parelles reproductores de cuajonc bec-roigs.
L'IBA marina limita amb la línia de costa i cobreix 13 km² d'aigües marines, amb una profunditat màxima de 244 m. Proporciona aliment d'hàbiat durant l'estacií de reproducció a 75–90 parelles de cuajonc bec-roigs.